# 에치고타나카역
에치고타나카역(일본어: 越後田中駅)은 일본 니가타현 나카우오누마군 쓰난정에 위치한 동일본 여객철도 이야마 선의 철도역이다. 단선 승강장 1면 1선의 구조를 갖춘 지상역이다.

## 역 주변
- 국도 제117호선

## 역사
- 1927년 8월 1일 : 이야마 철도 에치고타나카 역 개업.
- 1987년 4월 1일 : 일본국유철도 분할 민영화에 의해, 동일본 여객철도가 승계.
- 1998년 : 역사를 개축.

## 인접 역
| 동일본 여객철도 이야마 선     | 동일본 여객철도 이야마 선 | 동일본 여객철도 이야마 선 |
| ----------------------------- | ------------------------- | ------------------------- |
| 아시다키 나가노 · 도요노 방면 | ■ 이야마 선               | 쓰난 에치고카와구치 방면  |